# توني لامبرت
توني لامبرت (بالإنجليزية: Tony Lambert)‏ هو دبلوماسي بريطاني، ولد في 1948.